# Broder Daniel
Broder Daniel (BD) var en svensk rockgrupp från Göteborg. Bandet bildades 1989 av sångaren Henrik Berggren och basisten Daniel Gilbert då de studerade vid Göteborgs högre samskola. De gav ut sitt debutalbum Saturday Night Engine 1995 på EMI som gick in på plats 39 på Sverigetopplistan.
Gruppen upplöstes 2008 efter att gitarristen Anders Göthberg avlidit den 30 mars samma år.
Efter att gruppen upplöstes fortsatte Henrik Berggren att skriva musik och den 5 maj 2017 gav han ut sitt första soloalbum, Wolf's Heart. På skivan medverkar flera tidigare Broder Daniel-medlemmar, som Theodor Jensen på bas och Lars Malmros på trummor. Henrik Berggren är idag verksam som solomusiker.

## Historia

### De tidiga åren
Broder Daniel bildades år 1989 av Henrik Berggren och Daniel Gilbert då de studerade på högstadiet på Göteborgs högre samskola. Håkan Hellström (också han elev på samskolan) började spela trummor med bandet då Broder Daniel delade replokal med Hellströms band Little Wing. Bandet gjorde ett uppehåll 1990–1992 då Henrik Berggren inte ville uppträda. Då bandet startade igen hade Johan Neckvall och Anders Göthberg gått med i bandet som nya medlemmar. Vid denna tid var Broder Daniel ett lokalt band som spelade runt om i Göteborg.
Håkan Hellström lämnade bandet och den 8 april 1994 gjorde Lars "Pop-Lars" Malmros sin första spelning med bandet.
Broder Daniel kom att ges ut av Jimmy Fun Music och de fick senare också kontrakt med EMI Music Sweden.

### Saturday Night EngineochBroder Daniel (album)1995–1997
Debutalbumet Saturday Night Engine spelades in i EMI Studios i Stockholm och producerades i samarbete mellan Broder Daniel och Nille Perned. Den första singeln som släpptes var "Cadillac" (februari 1995), följd av "Luke Skywalker" och "Iceage". Efter albumsläppet hade bandet sin första större turné. 
Daniel Gilbert lämnade bandet efter turnén, varefter Theodor Jensen började som basist i bandet.
1996 släpptes albumet Broder Daniel, som hade spelats in med hjälp av Mats "MP" Persson (gitarr) i Halmstad. Singlarna "Go My Own Way" och "Work" släpptes, och författaren och då ännu inte så kände filmaren Lukas Moodysson regisserade videon till "Work".
Efter meningsskiljaktigheter mellan bandet och skivbolaget lämnade Broder Daniel EMI år 1997. Efter sommaren samma år lämnade gitarristen Johan Neckvall bandet.

### Broder Daniel ForeverochFucking Åmål1998–1999
1998 återanslöt Håkan Hellström till bandet, nu som basist, och Theodor Jensen tog över som gitarrist. Efter att ha skickat en demo till Dolores Recordings och gjort en spelning där skivbolaget bjudits in fick bandet ett nytt skivkontrakt.
Nästa album, Broder Daniel Forever, släpptes den 22 april 1998 och sålde inledningsvis sämre än väntat, men när regissören Lukas Moodysson tog med tre av Broder Daniels låtar i soundtracket till sin film Fucking Åmål ökade skivförsäljningen. Broder Daniel slog igenom och turnerade mycket.
Efter en spelning på Arvikafestivalen 1999 tog bandet ett uppehåll.

### Sidoprojekt och sjukdom 2000–2002
Under bandets uppehåll blev Henrik Berggren sjuk under en längre tid, vilket ledde till att han tappade intresset för musiken. Håkan Hellström släppte sin första soloskiva Känn ingen sorg för mig Göteborg och Theodor Jensen släppte samma år en skiva med sitt andra band The Plan.
Broder Daniel återkom 30 november 2001 då bandet spelade låten "Shoreline" i programmet Sen kväll med Luuk på TV4.
2002 lämnade Håkan Hellström för andra gången Broder Daniel till förmån för sin solokarriär.

### Cruel Town2003–2004
2003 släppte Broder Daniel albumet Cruel Town och singlarna "When We Were Winning", "Shoreline" och "What Clowns Are We". Skivan är Broder Daniels största försäljningssuccé och de genomförde en lång turné som avslutades i Lisebergshallen. Konserten spelades in och släpptes som en live-DVD under namnet Army of Dreamers. Efter den konserten lämnade Theodor Jensen bandet för att fokusera på sitt andra band, The Plan.

### 2005–2009
I början av 2005 släpptes Broder Daniels samlingsplattor The Demos 1989-1997 och den 23 mars 2005 släpptes No Time For Us 1989-2004. Den 6 augusti samma år under Göteborgskalaset genomförde Broder Daniel en av bandets mest uppmärksammade spelningar på Frihamnspiren i Göteborg.
Den 30 mars 2008 tog gitarristen Anders Göthberg sitt liv. Den 8 augusti samma år gjorde Broder Daniel en hyllningsspelning på Way Out West i Göteborg till Göthbergs minne, vilket också officiellt är Broder Daniels sista spelning.
Veckorna innan spelningen följdes bandet av ett filmteam och resultatet blev filmen Broder Daniel Forever som gick upp på bio 3 juli 2009 och släpptes på DVD 16 september 2009. I mars 2009 utgavs boken When We Were Winning, som är gjord av journalisten Klas Ekman och fotografen Martin Norberg.

## Medlemmar
- Henrik Berggren – sång, tamburin, gitarr (1989–2008)
- Anders Göthberg – gitarr, klaviatur (1993–2008; död 2008)
- Pop-Lars – trummor (1994–2008)
- Theodor Jensen – basgitarr, gitarr, kör (1995–2003, 2005–2008)
- Håkan Hellström – trummor, basgitarr, kör (1989–1994, 1997–2002)
- Daniel Gilbert – basgitarr, klaviatur (1989–1995)
- Johan Neckvall – gitarr (1992–1997)

### Livemedlemmar
- Philip Ekström (spelade gitarr under Cruel Town-turnén)
- David Lindh (spelade bas under senare delen av Cruel Town-turnén då Theodor Jensen lämnat bandet, och sedan gitarr under 2005 då Jensen återvänt)
- Fredrik G  Engström (spelade diverse blås under Cruel Town-turnén)
- Fredrik Björling (spelade tamburin och keyboard under Cruel Town-turnén, även på avskedskonserten 2008)
- Mattias Bärjed (spelade gitarr vid avskedskonserten 2008)
- Adam Bolméus (spelade gitarr vid avskedskonserten 2008)
- Fredrik Lindson, "Liston" (stroboskop 1993–1994 samt tamburin på Sen kväll med Luuk 2001)

## Diskografi
- Saturday Night Engine (1995)
- Broder Daniel (1996)
- Broder Daniel Forever (1998)
- Cruel Town (2003)

## Priser och utmärkelser
- 2018 – Invald i Swedish Music Hall of Fame[11]